# Magendurchbruch
Der Magendurchbruch, auch Magenperforation, ist eine krankhafte Öffnung der Magenwand, meist als Komplikation infolge eines Magengeschwürs oder eines Magenkarzinoms, manchmal nach Verletzung, die auch durch medizinische Eingriffe (Gastroskopie) iatrogen verursacht sein kann. In der Folge kann es bei einer offenen Perforation (Magendurchlöcherung) zum Austreten von Mageninhalt in die Bauchhöhle und zu einer Entzündung des Bauchfells (Peritonitis) kommen, bei gedeckten Perforationen (durch Nachbarstrukturen oder Verwachsungen überdeckt) zu Fistelbildung mit Nachbarorganen. Das klinische Bild kann von Beschwerdefreiheit bis zum akuten Abdomen reichen.
Der klinische Verdacht einer Magenperforation wird durch freie Luft in der Röntgenübersicht des Brustraumes (sichelförmig unter dem Zwerchfell) nachgewiesen.
Die Therapie einer offenen Perforation ist operativ als Übernähung im Rahmen einer Laparotomie. Bei großen Defekten kann eine Teilresektion des Magens erforderlich sein. Gedeckte Perforationen ohne Symptomatik können unter Umständen konservativ behandelt werden, wobei der Magen mit einer Magensonde entlastet wird.